# Tibério Papírio Crasso
Tibério Papírio Crasso (em latim: Tiberius Papirius Crassus) foi um político da gente Papíria nos primeiros anos da República Romana eleito tribuno consular em 380 a.C.. 

## Tribunato consular? (380 a.C.)
Foi eleito, segundo os Fastos Capitolinos, com Caio Sulpício Pético, Sérvio Cornélio Maluginense, Lúcio Valério Publícola, Cneu Sérgio Fidenato Cosso, Licínio Menênio Lanato, Lúcio Emílio Mamercino, Lúcio Papírio Crasso (ou Mugilano) e Públio Valério Potito Publícola. Lívio nomeia seis cônsules para o ano: Lúcio e Públio Valério, o primeiro pela quinta vez e o segundo, pela terceira, Caio Sérgio, pela terceira vez, Licínio Menênio, pela segunda vez, e depois Públio Papírio e Sérvio Cornélio Maluginense.
O ano foi marcado pela disputa entre patrícios e plebeus sobre a questão dos cidadãos romanos caídos em escravidão por dívidas. Deste conflito se aproveitaram os prenestinos, que chegaram até a Porta Colina. Para tratar de derrotar o inimigo externo, mas ainda assim limitando os poderes dos tribunos da plebe, o Senado nomeou ditador Tito Quíncio Cincinato Capitolino, que levou os romanos à vitória.